# Puelia olyriformis
Puelia olyriformis är en gräsart som först beskrevs av Adrien René Franchet, och fick sitt nu gällande namn av Clayton. Puelia olyriformis ingår i släktet Puelia och familjen gräs. Inga underarter finns listade i Catalogue of Life.